# Sorin Bușu
Sorin Bușu (n. 8 iulie 1989, Craiova, România) este un fotbalist român liber de contract, care joacă pe post de fundaș lateral.

## Carieră
A debutat pentru Universitatea Craiova în Liga I pe 23 mai 2007 într-un meci câștigat echipei UTA Arad.
În momentul de față este jucătorul echipei din liga 2a română FCM Baia-Mare.